# Terry Dodson
Terrence Dodson, detto Terry (...), è un fumettista statunitense, noto per i suoi contributi a Harley Quinn, Trouble e Marvel Knights Spider-Man.
Dodson è conosciuto per il suo stile pulito e morbido e per le sue donne formose. Il suo stile è chiaramente ispirato a quello di artisti come Adam Hughes e Stuart Immonen. Abitualmente lavora in coppia con la moglie Rachel, che è inchiostratrice e colorista.

## Carriera
Il primo lavoro di rilievo di Dodson è per la Malibù Comics, con la serie Mantra nel 1993, creata con lo scrittore Mike W. Barr.
All'inizio del 1996 disegna una miniserie di 4 numeri su Tempesta degli X-Men, su testi di Warren Ellis e con le chine di Karl Story. Successivamente, nello stesso anno, lo stesso team creativo è riunito per un'altra miniserie (questa volta di 3 numeri) Pryde and Wisdom, con protagonisti Kitty Pryde e Pete Wisdom.
Nel 1998 divenne il matitista regolare di Generation X, serie su cui rimase fino al 2000 (numeri dal 38 al 60).
Nel 2000 Dodson lascia la Marvel per la DC Comics dove ha realizzato le matite di Harley Quinn, serie regolare scritta da Karl Kesel. Lasciò il titolo un anno dopo.
Tornato alla Marvel nel 2002, Dodson incominciò a disegnare Spider-Man/Black Cat: The Evil that Men Do, una serie limitata per la quale lo scrittore Kevin Smith ha impiegato ben tre anni per completare la sceneggiatura.
Nel 2003 Dodson e Mark Millar producono la controversa miniserie Trouble che è stata pubblicata sotto l'etichetta Marvel Epic Comics. La serie era in apparenza rivolta a un pubblico di ragazze adolescenti, ma aveva in copertina foto suggestive di apparenti minorenni in bikini e sembrava rivelasse dettagli sulle reali ascendenze di Peter Parker.
Nel 2004 Dodson e Millar si uniscono nuovamente per lanciare una nuova serie regolare dell'Uomo Ragno, Marvel Knights Spider-Man. Dodson ha abbandonato il titolo con il numero 12.
Nel 2006 ha preso parte al rilancio di Wonder Woman per la DC, su sceneggiature di Allan Heinberg.
Nel 2008 è stato assegnato dalla Marvel a Uncanny X-Men.